# Hays Creek Dam
Der Hays Creek Dam ist eine Trinkwassertalsperre im Franklin Ward des Auckland Council auf der Nordinsel von Neuseeland.

## Geographie
Der Hays Creek Dam, der zur Trinkwasserversorgung der Region des Auckland Council dient, befindet sich rund 3,5 km östlich der ehemals eigenständigen Stadt Papakura, die heute zum Stadtgebiet des Auckland Council zählt. Rund 1 km bis 1,5 km westsüdwestlich bis südwestlich liegen zwei Steinbrüche, in denen Grauwacke, eine Art grauer und fester Sandstein abgebaut wird.
Der sehr schmale und längliche Stausee verfügt über eine Fläche von 13,9 Hektar und erstreckt sich über eine Länge von rund 2,16 km in einer Südsüdwest-Nordnordost-Ausdehnung. Seine breiteste Stelle kommt auf 130 m in Nordwest-Südost-Richtung und der Umfang des Gewässers bemisst sich auf rund 6,38 km. Die tiefste Stelle des Stausees wird mit 20,7 m angegeben.
Der Stausee wird durch verschiedene kleinere Streams gespeist und verfügt mit ihnen zusammen über ein Wassereinzugsgebiet von rund 640 Hektar, das zumeist aus Farmland besteht und sich zu 78 % in der Hand von 45 privaten Landbesitzern befindet. Die restlichen 22 % gehören dem Watercare Services des Auckland Council. Die Entwässerung des Stausees erfolgt über einen rund 295 m langen Kanal, der neben dem eigentlichen Absperrbauwerk einen eigenen Damm besitzt und über diesen die Wässer in den Waipokapū Stream geleitet werden, der früher einmal Hays Creek genannt wurde.

## Absperrbauwerk
Der Stausee besitzt zwei Absperrbauwerke, eines, dass eine Länge von rund 77 m aufweist und das eigentliche Absperrbauwerk darstellt und ein zweites, das sich rund 165 m südöstlich befindet und einen Überlauf besitzt. Das erstgenannte besteht aus einer Konstruktion aus schluffigem Ton und Schotter in einer Stein- und Erdaufschüttung, wogegen das zweite Bauwerk gänzlich aus Beton gefertigt wurde.

## Geschichte
Der Hays Creek Dam mit seinen beiden Staumauern wurden in den Jahren 1964 bis 1967 von der damaligen eigenständigen Stadt Papakura City errichtet und ging im November 1989 in den Besitz von Watercare Services Ltd über. Im Jahr 2005 wurde dann der Staudamm für die Wasserversorgung für längere Zeit außer Betrieb genommen, denn in der Papakura Water Treatment Plant (Wasseraufbereitungsanlage) waren erhebliche Modernisierungsarbeiten erforderlich geworden. Als in den Jahren 2019/2020 die allgemeine Trockenheit dazu geführt hatte, dass die Pegelstände der anderen Stauseen das erste Mal seit 25 Jahren unter die 50 % Marke fielen, entschied man sich den Bau einer neuen Wasseraufbereitungsanlage vorzuziehen und nahm danach den Staudamm wieder in Betrieb.